# Sylphe (voilier)
Pour les articles homonymes, voir Sylphe.
Le Sylphe est une classe de voilier, la première dessinée et fabriquée par Michel Dufour dans l'entreprise qui s'appelait à ce moment-là Le Stratifié Industriel à La Rochelle (France). Il a été produit à 410 exemplaires de 1964 à 1974.

## Description
C'est un voilier de type sloop avec gréement en tête et barres de flèches poussantes ; son mât est en aluminium.
Sa longueur est de 6,54 m, sa largeur de 2,41 m, son tirant d'eau de 1,05 m, son tirant d'air de 9,20 m, son poids de 1 tonne.
Il est doté d'un lest en fonte de 400 kg, d'une coque en stratifié de verre avec contre-moulage, pont en sandwich stratifié et mousse.

## Caractéristiques techniques

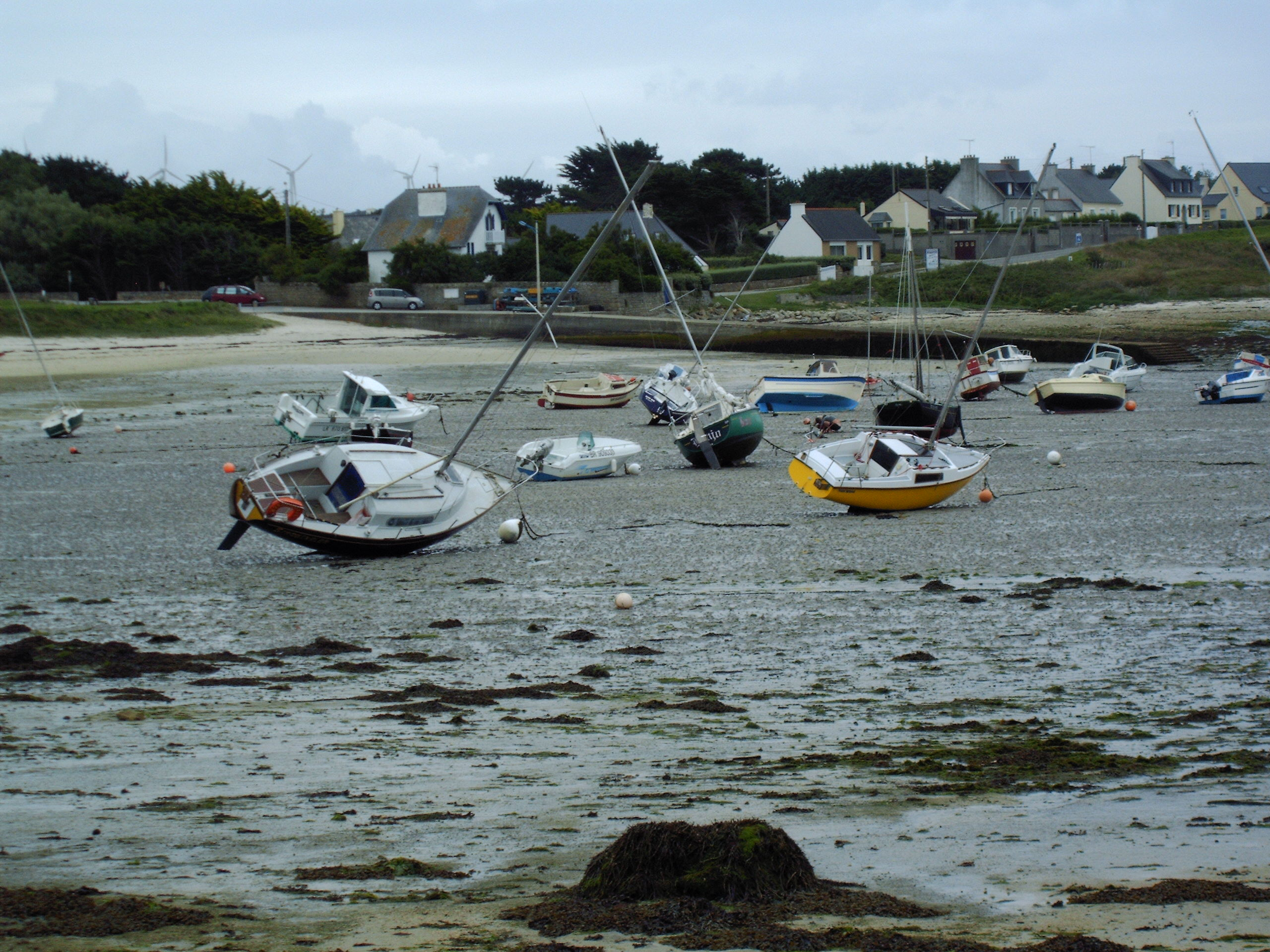
Le Sylphe Strobineler à l'échouage.

### Dimensions
- Longueur de la coque 6,52 m
- Longueur de flottaison (L) 5,80 m
- Bau maximum 2,41 m
- Bau flottaison 2 m
- Franc bord avant 0,85 m
- Franc bord milieu 0,70 m
- Tirant d’eau maxi 1,06 m
- Tirant d’air 9,20 m
- Hauteur sous barrots 1,45 m
- Largeur entre couchettes 0,57 m
- Largeur moyenne des passavants 0,30 m

### Structure
- Matériau : Polyester
- Déplacement en charge (D) 1 450 kg
- Poids pour la jauge 1 050 kg
- Poids du lest 400 kg
- Nature du lest fonte

### Navigation
- Catégorie de navigation 3e. N° 7. 4/7
- Jauge en douane 3,37 tx
- Jauge I.Q.R 16,5’ (5,03 m)
- Surface du triangle avant AV (1) 9,20 m2
- Surface maximum du génois (2) 13,00 m2
- Surface du foc no 1 9,50 m2
- Surface de la grand voile (3) 11,50 m2
- Surface maximum (2+3) (V) 24,50 m2
- Surface pour la jauge (1+3) (v) 20,70 m2
- Surface du maître couple immergé en charge (B) 0,55 m2
- Surface de dérive : coque seul 1,43 m2, aileron 0,73 m2, aileron AR 0,11 m2, safran 0,21 m2, soit au total 2,48 m2
- Surface mouillée totale (M) 10,50 m2
- Position du centre de dérive et du centre de carène par rapport au milieu de la flottaison (en % de L) : CD 4,15 %, CC 2 %
- Écart entre CV et CD en % de L 19,7 %
- Aptitude à naviguer par petit temps V/M 2,33
- Vitesse moyenne V/B 37,7
- Vitesse limite (coefficient prismatique D/BL 0,45
- Raideur à la toile à 15° 4,03 ; à 30° 6,53